# Mistrzostwa Świata w Szermierce 1955
Mistrzostwa Świata w Szermierce 1955 – 25. edycja mistrzostw odbyła się we włoskiej stolicy Rzym.

## Klasyfikacja medalowa
| Lp. | Państwo         | złoto | srebro | brąz | Razem |
| --- | --------------- | ----- | ------ | ---- | ----- |
| 1   | Węgry           | 5     | 2      | 2    | 7     |
| 2   | Włochy          | 3     | 3      | 3    | 9     |
| 3   | Francja         | -     | 3      | 1    | 4     |
| 4   | Wielka Brytania | -     | -      | 1    | 1     |
| -   | ZSRR            | -     | -      | 1    | 1     |

## Medaliści

### Mężczyźni
| Złoto | Srebro | Brąz |
| Floret | | |
| József Gyuricza | Christian d’Oriola                                                                                           | Jacques Lataste                                                                                             |
| Włochy · Giancarlo Bergamini · Luigi Carpaneda · Manlio Di Rosa · Vittorio Lucarelli · Edoardo Mangiarotti · Antonio Spallino | Węgry · Mihály Fülöp · József Gyuricza · József Marosi · Kazmer Pacsery · Bertalan Szöcs · Endre Tilli       | Wielka Brytania · Harry Cooke · William Hoskyns · Allan Jay · René Paul · Osmund Reynolds                   |
| Szpada | | |
| Giorgio Anglesio | Franco Bertinetti                                                                                            | Carlo Pavesi                                                                                                |
| Włochy · Giorgio Anglesio · Franco Bertinetti · Giuseppe Delfino · Edoardo Mangiarotti · Carlo Pavesi · Alberto Pellegrino    | Francja · Édouard Artigas · Daniel Dagallier · Maurice Huet · Armand Mouyal · Claude Nigon · René Queyroux   | Węgry · Lajos Balthazár · Barnabás Berzsenyi · József Marosi · Ambrus Nagy · Béla Rerrich · József Sákovics |
| Szabla | | |
| Aladár Gerevich | Rudolf Kárpáti                                                                                               | Renzo Nostini                                                                                               |
| Węgry · Aladár Gerevich · Jenő Hámori · Rudolf Kárpáti · Attila Keresztes · Pál Kovács · Endre Palócz                         | Włochy · Giuseppe Comini · Gastone Darè · Roberto Ferrari · Arturo Montorsi · Luigi Narduzzi · Renzo Nostini | ZSRR · Leonid Bogdanow · Jewhen Czerepowśkyj · Lew Kuzniecow · Jakow Rylski · Dawid Tyszler                 |

### Kobiety
| Złoto | Srebro | Brąz |
| Floret | | |
| Lídia Dömölky-Sákovics                                                                                              | Bruna Colombetti | Ilona Elek |
| Węgry · Lídia Dömölky-Sákovics · Ilona Elek · Margit Elek · Katalin Kiss · Magdolna Nyári-Kovács · Zsuzsanna Morvay | Francja · Kate Bernheim · Renée Garilhe · Jacqueline Lorient · Françoise Mailliard · Jacqueline Thomas · Régine Veronnet | Włochy · Irene Camber · Velleda Cesari · Bruna Colombetti · Vera Mantovani · Leopolda Predaroli · Silvia Strukel |